# Jan Wijnants (pittore)

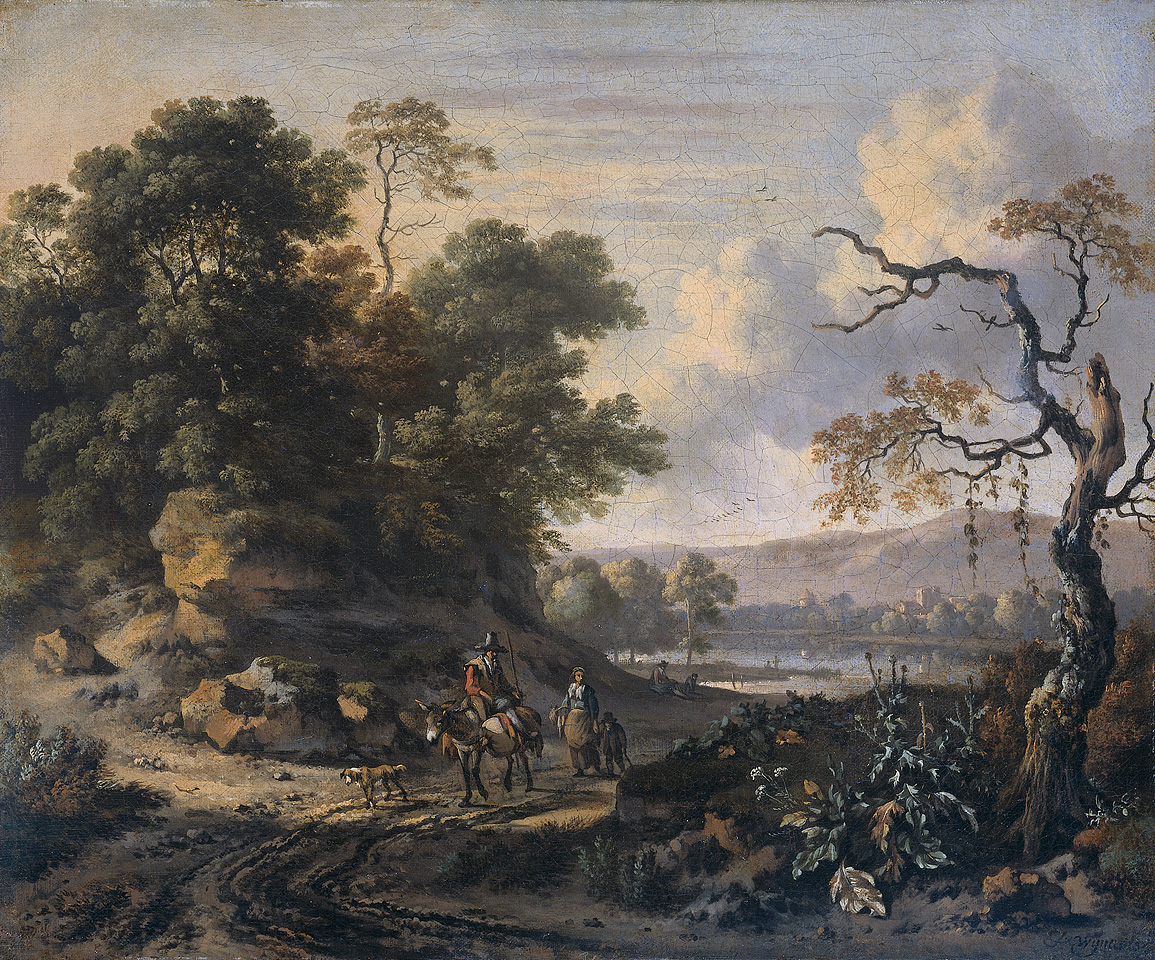
Jan Wijnants, Paesaggio con viandanti, 29×36 cm, Rijksmuseum (Amsterdam)

Jan Wijnants (Haarlem, 1632 – Amsterdam, 23 gennaio 1684) è stato un pittore olandese.

## Biografia
Conosciuto anche come Jansz Wijnants oppure Wynants, è stato un pittore olandese dell'epoca barocca. Era figlio di un mercante che aveva il suo identico nome. In seguito al secondo matrimonio del padre, s'imparentò con il pittore Egbert van Heemskerck. Nel 1642 fu iscritto alla Gilda di San Luca della città di Haarlem e intorno al 1660 si trasferì ad Amsterdam, dove acquistò una casa che trasformò in locanda e dove sposò nel 1661 Catharina van der Veer. Il suo primo biografo è stato il pittore e scrittore olandese settecentesco Arnold Houbraken.
I suoi primi dipinti a noi noti risalgono al 1650 e vi si nota l'influenza dei paesaggi campestri di Dirck Wijntrack. In collaborazione con questo artista, nel 1654 Jan Wijnants realizzò il quadro Casa di campagna. Seguendo la tradizione pittorica di artisti olandesi, come Pieter de Molijn e Jacob van Ruisdael, dipinse le dune, spoglie e nude, intorno alla sua città natale Haarlem, utilizzando tutta la gamma dei toni grigi ed inserendo minute figure di pastori e di viandanti.

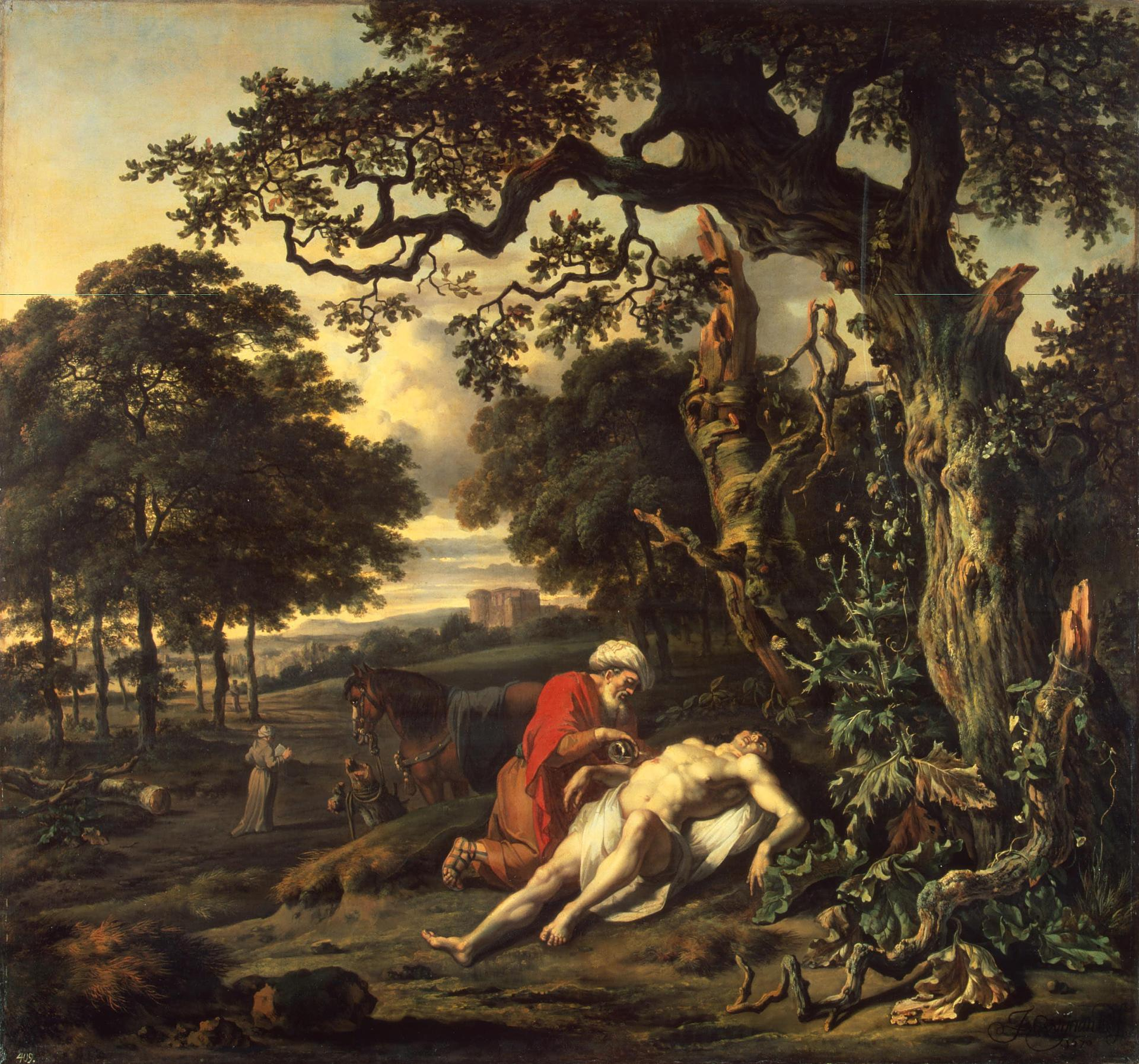
Jan Wijnants, Parabola del Buon Samaritano, 1670, Hermitage

Noto in particolare per i suoi tipici paesaggi, ebbe tra i suoi allievi Adriaen van de Velde ed esercitò una grande influenza sulla pittura inglese dell'Ottocento. Alla sua opera si è ispirato in particolare Thomas Gainsborough.

### Opere

#### Alla National Gallery, (Londra)
- Paesaggio con passanti e cavallo (1665), olio su tela
  - Paesaggio con due alvìberi morti (1665-1667), olio su tela
- Paesaggio con rovine antiche, (1667), olio su tela,
- Paesaggio con passanti, (1665-1670), olio su tela

#### Alla Wallace Collection, (Londra)
- Paesaggio con albero morto (1659), olio su tela, 47x59 cm
- Paesaggio con colline (1660), olio su tela, 56x50 cm
- Paesaggio con armenti (1661), olio su tela, 62x89 cm
- Paesaggio con dune e passanti (1665), olio su tela, 56,6×50 cm

#### Al Museo Thyssen-Bornemisza, (Madrid)
- Castello nella foresta, (1667)

#### Al Rijksmuseum (Amsterdam)
- Paesaggio con colline e strada campestre, olio su tela, 23,5×29,5 cm
- Paesaggio con figure, olio su tela, 67×63 cm
- Casa di campagna, olio su tela, 30x37 cm

#### Dal mercato antiquario
- Riposo di cacciatori col falcone, olio su tela, 64x81 cm